# Djinn (Band)
Djinn ist ein 1999 gegründetes Musikprojekt, dessen Musik dem Post-Industrial-Substilen Death Industrial und Dark Ambient zugerechnet wird.

## Geschichte
Djinn wurde 1999 von Alex Vintras gegründet. Das Projekt betrachtete er als Akt der Loslösung aus seinem sozialen Leben und den damit einhergehenden Regeln. Als Rahmen für sein Auftreten wählte Vintras eine schlichte und ausdruckslose Maske. Diese sei als dünne Membran gedacht, ihn von der Realität und dem sozialen Leben abzutrennen, um zu sein, wie er, mit seinen eigenen Stärken und Schwächen ohne den Zwang, als Person gemocht zu werden, ist.
Erst nach der Veröffentlichung des Demos Ritual begann Vitras, sich mit ähnlichen Musikprojekten zu befassen. Einen Einfluss durch bekannte Death-Industrial-Projekte negierte er. Nach der Aufnahme des Demos begann er die Arbeit an seinem Debüt und versandte Auszüge an Label. Der Begründer des italienischen Post-Industrial-Labels Slaughter Productions Marco Corbelli reagierte und bot Vintras eine Veröffentlichung an. Vintras empfand die Ausrichtung und Aura des Labels und der Person Corbelli als eine intensive Verbindung, die Djinn und Slaughter Productions bis zum Tod von Corbelli verband. Djinn debütierte im Jahr 2002 mit dem Album Katharos über Slaughter Productions.
Im Jahr 2002 veröffentlichte Djinn unter dem Titel Multiple Personality Distorted eine Mini-CD im Selbstverlag. Es folgten zwei Alben über Slaughter Productions. Nach Corbellis Suizid am 6. Mai 2007 widmete Djinn dessen Gedenken die im Jahr 2009 über Old Europa Café veröffentlichte Raritätenkompilation Suicide Box mit überwiegend unveröffentlichtem Material. Neben Old Europa Café kooperierte Vintras nach dem Ende von Slaughter Productions mit Post-Industrial-Unternehmen wie Death in Venice Productions und SoundScape 713.

## Stil
Die Musik des Post-Industrial-Projektes verbindet „die atmosphärischen Schichten und den Nachhall“ des Dark Ambient mit der experimentellen und rhythmischen Ausrichtung des Post-Industrial zu einem eigenen Death Industrial. Insbesondere die Musik des Debüts entspreche jener des Projektes Megaptera. Trotz der ökonomischen Nähe zu Interpreten des Death Industrial über die Kooperation mit Slaughter Productions und Old Europe Café sowie trotz der attestierten musikalischen Nähe negiert Vintras eine Bindung an Death Industrial als Genre und Szene. Anders als weitere Interpreten des italienischen Death Industrial werden Djinn-Stücke von Vintras langsam und strukturiert komponiert, intuitive Produktionen behält er Nebenprojekten vor. Dabei nutzt Djinn häufig Samples verschiedenen Ursprungs, wie Field-Recordings, gregorianische Choräle, Filmsamples oder Ausschnitte klassischer Kompositionen.

„L’aspetto più evidente di Djinn è l’aver saputo rinverdire i fasti del death-industrial senza scimmiottare i nomi più celebri, costruendo un mondo sonoro chiuso e asfittico che non chiede consensi o dissensi: è unicamente l’espressione - dura - di uno stato emozionale negativo, nonché la reazione ad una pessima realtà che si vuole tenere lontana.“

„Der offensichtlichste Aspekt von Djinn ist, dass es ihm gelungen ist, den Glanz des Death-Industrial wieder aufleben zu lassen, ohne die berühmtesten Namen zu imitieren, indem er eine geschlossene und erstickte Klangwelt konstruiert, die nicht nach Konsens oder Dissens fragt: sie ist nur der - harte - Ausdruck eines negativen emotionalen Zustands sowie die Reaktion auf eine schlechte Realität, die man fernhalten möchte.“

## Thema
Als thematischer roter Faden des Projektes dient derweil das Thema Suizid. Von den Überlegungen hinsichtlich der Gedanken und Emotionen der handelnden Person über den Suizid als einen „Tod in völliger Einsamkeit“ bis zu der Überzeugung, dass Suizid die „Freiheit zu wählen und zu entscheiden, was man mit seinem Leben anfangen will“, bedeutet, reichen die wiederkehrenden Betrachtungen. Unter anderem veröffentlichte Vintras mit Djinn das Konzeptalbum 1978, das sich mit dem Jonestown-Massaker befasste. Dabei, so die Angabe zur Veröffentlichung, sei Vintras am Tag des Massensuizids geboren worden.

## Diskografie
- 2002: Katharos (Album, Slaughter Productions)
- 2003: Depression \ Lamiis (Split-Album mit Urna, Castlewood Organization)
- 2004: Technological Death (Album, Slaughter Productions)
- 2006: Goodbye (Album, Slaughter Productions)
- 2009: MindEvolution (Single, Show Me Your Wounds Production)
- 2009: Suicide Box (Kompilation-Boxset, Old Europa Café)
- 2010: Anti Human Life (Split-Album mit Kadaver, Old Europa Café)
- 2013: 1978 (Album, Old Europa Café)
- 2015: Requiem Aeternam (EP, Selbstverlag)
- 2016: 0 Hz (Album, Djinn Featuring Devis G., Old Europa Café)
- 2016: Coma (EP, Old Europa Café)
- 2016: The Cycle of Death: Chapter 1 (EP, Selbstverlag)
- 2016: Ritual (Album, Land of Fog Records)
- 2016: Self Destructive Comfort (Split-EP mit Zoloft Evra, Luce Sia)
- 2016: Multiple Personality Distorted (EP, Selbstverlag)
- 2017: Tavola Anatomica IV (Album, Tavole Anatomiche)
- 2017: The Cycle of Death: Chapter 2 (EP, Selbstverlag)
- 2017: Dark Ork (Split-Album mit Satanismo Calibro 9, Selbstverlag)
- 2018: Live At X Congresso Post Industriale (Live-Album, SoundScape)
- 2018: The Cycle of Death: The Final Chapter (EP, Selbstverlag)
- 2018: Il Pianto Della Terra (EP, Death in Venice Productions)
- 2018: Night Without Dreams (EP, Death in Venice Productions)
- 2019: Euthanasia is not the Answer (Split-Album mit Spiteful, Death in Venice Productions)
- 2019: Mass Suicide or Mass Murder … Liberation (EP, Death in Venice Productions)
- 2019: Requiem Aeternam (EP, BeTon)
- 2020: Ossimoro (Album, Death in Venice Productions)
- 2020: Sokushin Jōbutsu 即身仏 (Album, BeTon)
- 2020: The Wings of Silence (EP, Death in Venice Productions)
- 2021: Seeds of Death (EP, BeTon)
- 2021: Per I Defunti (Split-Album mit Necrozoico, IOF)
- 2022: White Eye Nightmare Seeing (Split-Album mit Ideal Father, Death in Venice Productions)
- 2022: Apatia (Album, St.An.Da. / Death in Venice Productions)
- 2023: No Light Here (Album, Death in Venice Productions)